# Norman Wisdom
Sir Norman Joseph Wisdom (4. února 1915 Londýn – 4. října 2010 Ballasalla) byl anglický herec a zpěvák, představitel komické figury věčného smolaře Normana Pitkina, v níž uplatnil svůj nešťastný výraz obličeje a drobnou postavu (měřil pouze 157 centimetrů). K jeho obdivovatelům patřil i Charlie Chaplin.
Po rozvodu rodičů musel od třinácti let pracovat, byl poslíčkem, plavčíkem, číšníkem a šoférem, také sloužil v armádě, kde byl přeborníkem v boxu. Teprve po třicítce se uchytil jako komik ve společnosti The Rank Organisation, když jeho talent objevil Rex Harrison. Byl jedním z posledních představitelů klasického music hallu. V roce 1953 získal Filmovou cenu Britské akademie pro nejlepšího nováčka. Prosadil se také v USA v Hollywoodu a na Broadwayi, v roce 1967 byl nominován na Cenu Tony. V devadesátých letech se stal hvězdou televizního seriálu Last Of The Summer Wine. Na odpočinek odešel jako devadesátiletý, závěr života strávil na ostrově Man.
V roce 1995 byl jmenován čestným občanem Londýna a získal Řád britského impéria. V roce 2000 byl povýšen do šlechtického stavu. Vydal autobiografii nazvanou Don't Laugh at Me, Cos I'm a Fool. Jack Lane o něm napsal životopisnou divadelní hru Wisdom of a Fool.
Wisdom byl velmi populární v Albánii, kde byly jeho filmy jedním z mála povolených kulturních importů ze Západu, protože je režimní propaganda využívala jako důkaz těžkého života pracujících v kapitalistickém zřízení.